# Itala FC
Itala FC – włoski klub piłkarski, mający swoją siedzibę w mieście Florencja, w środku kraju.

## Historia
Chronologia nazw:
- 1907: Itala Football Club
- 1928: klub rozwiązano - został wchłonięty przez ACF Fiorentina

Klub piłkarski Itala Football Club został założony we Florencji w 1907 roku. W 1908 startował w Terza Categoria, zdobywając mistrzostwo w grupie Toscana. W sezonie 1909/10 i 1910/11 był drugim w grupie. W sezonie 1912/1913 debiutował w Promozione, zajmując trzecie miejsce w grupie Toscana i zdobywając promocję do Prima Categoria. W sezonie 1913/14 zajął 5.miejsce w Prima Categoria toscana. Jednak przed rozpoczęciem kolejnych mistrzostw w Prima Categoria klub wycofał się  z rozgrywek. Potem mistrzostwa zostały zawieszone z powodu I wojny światowej. W 1921 powstał drugi związek piłkarski C.C.I., w związku z czym mistrzostwa prowadzone osobno dla dwóch federacji. W sezonie 1921/22 startował w Promozione (pod patronatem F.I.G.C.), gdzie zajął 4.miejsce w grupie C toscana. W 1922 po kompromisie Colombo mistrzostwa obu federacji zostały połączone, a klub startował w Terza Divisione toscana. Sezon 1922/23 zakończył na 5.pozycji w grupie A, po czym został zdegradowany do Quarta Divisione toscana. W 1927 wrócił do Terza Divisione. Po zakończeniu sezonu 1927/28, w którym został sklasyfikowany na szóstej pozycji w grupie A toscana, został wchłonięty przez nowy klub ACF Fiorentina.

## Sukcesy

### Trofea międzynarodowe
Nie uczestniczył w rozgrywkach europejskich (stan na 31-05-2017).

### Trofea krajowe
| \| \| Zdobyte trofea w rozgrywkach Włoch (stan na: 31-05-2017) \| |                                                          |      |                         |
| Rozgrywki                                                         | Osiągnięcie                                              | Razy | Sezon(y)                |
| · Mistrzostwo                                                     | I miejsce                                                | 0    |                         |
| · Mistrzostwo                                                     | II miejsce                                               | 0    |                         |
| · Mistrzostwo                                                     | III miejsce                                              | 0    |                         |
| · Mistrzostwo                                                     | 5.miejsce                                                | 1    | 1913/14 (grupa toscana) |
| · Puchar                                                          | zdobywca                                                 | 0    |                         |
| · Puchar                                                          | finalista                                                | 0    |                         |
| II liga                                                           | I miejsce                                                | 0    |                         |
| II liga                                                           | II miejsce                                               | 0    |                         |
| II liga                                                           | III miejsce                                              | 0    |                         |
| II liga                                                           | 3.miejsce                                                | 1    | 1912/13 (grupa toscana) |
| Włochy                                                            | Zdobyte trofea w rozgrywkach Włoch (stan na: 31-05-2017) |      |                         |

- Terza Categoria:
  - mistrz (1x): 1908 (grupa toscana)

## Stadion
Klub rozgrywa swoje mecze domowe na boisku Quercione (obecny park Cascine) we Florencji.